# Municipio de Xochicoatlán
El municipio de Xochicoatlán es uno de los ochenta y cuatro municipios que conforman el estado de Hidalgo en México. La cabecera municipal y localidad más poblada es Xochicoatlán.
El municipio se localiza al norte del territorio hidalguense entre los paralelos 20°41′ y 20°54′ de latitud norte; los meridianos 98°30′ y 98°44′ de longitud oeste; con una altitud de entre 400 y 2500 m s. n. m. Este municipio cuenta con una superficie de 176.81 km², y representa el 0.90 % de la superficie del estado; dentro de la región geográfica denominada como Sierra Alta.
Colinda al norte con los municipios de Lolotla y Calnali; al este con el municipio de Tianguistengo; al sur con los municipios de Tianguistengo, Zacualtipán de Ángeles y Metztitlán; al oeste con los municipios de Metztitlán, Molango y Lolotla.

## Toponimia
La palabra Xochicoatlán proviene del náhuatl Xóchitl ‘flor’ y coatl ‘serpiente’; por lo que su significado es «Lugar de la flor de víbora».

## Geografía

### Relieve e hidrográfica
En cuanto a fisiografía se encuentra dentro de las provincia de la Sierra Madre Oriental; dentro de la subprovincia del Carso Huasteco. Su territorio es sierra (70.0%) y Meseta (30.0%).
En cuanto a su geología corresponde al periodo jurásico (46.3%), pérmico (16), triásico (13.0%), cretácico (12.0%) y neógeno (12.0%). Con rocas tipo ígnea extrusiva: toba ácida (7.0%) y basalto (4.3%) Sedimentaria: lutita-arenisca (38.0%), caliza-lutita (26.0%), arenisca-conglomerado (13.0%) y caliza (11.0%). En cuanto a cuanto a edafología el suelo dominante es leptosol (35.0%), luvisol (23.3%), umbrisol (30.5%), cambisol (7.5%) y regosol (3.0%).
En lo que respecta a la hidrología se encuentra posicionado en la región hidrológica del Pánuco (3.0%); en las cuencas del río Moctezuma; dentro de las subcuenca del río Los Hules.

### Clima
El municipio presenta una variedad de climas, Templado húmedo con lluvias todo el año (59.0%), templado húmedo con abundantes lluvias en verano (22.0%), semicálido húmedo con lluvias todo el año (16.0%) y templado subhúmedo con lluvias en verano, de mayor humedad (3.0%). Registra una temperatura media Anual de 19 °C y una precipitación pluvial de 1,890 milímetros por año, el periodo de lluvias es de junio a diciembre.

### Ecología
En flora tiene una vegetación formada por bosque latifoliado y selva mediana subperennifolia. En cuanto a fauna se cuenta con jabalí, puerco espín, pato liebre, halcón y águila.

## Demografía

### Población
De acuerdo a los resultados que presentó el Censo Población y Vivienda 2020 del INEGI, el municipio cuenta con un total de 7015 habitantes, siendo 3454 hombres y 3561 mujeres. Tiene una densidad de 39.7 hab/km², la mitad de la población tiene 34 años o menos, existen 94 hombres por cada 100 mujeres.
El porcentaje de población que habla lengua indígena es de 1.22 %, el porcentaje de población que se considera afromexicana o afrodescendiente es de 0.30 %. Tiene una Tasa de alfabetización de 98.9 % en la población de 15 a 24 años, de 87.5 % en la población de 25 años y más. El porcentaje de población según nivel de escolaridad, es de 7.9 % sin escolaridad, el 64.9 % con educación básica, el 16.9 % con educación media superior, el 10.1 % con educación superior, y 0.2 % no especificado.
El porcentaje de población afiliada a servicios de salud es de 81.6 %. El 6.7 % se encuentra afiliada al IMSS, el 77.3 % al INSABI, el 10.2 % al ISSSTE, 4.0 % IMSS Bienestar, 0.3 % a las dependencias de salud de PEMEX, Defensa o Marina, 2.1 % a una institución privada, y el 0.5 % a otra institución. El porcentaje de población con alguna discapacidad es de 7.9 %. El porcentaje de población según situación conyugal, el 40.9 % se encuentra casada, el 31.0 % soltera, el 16.1 % en unión libre, el 3.3 % separada, el 0.6 % divorciada, el 8.1 % viuda.
Para 2020, el total de viviendas particulares habitadas es de 2207 viviendas, representa el 0.3 % del total estatal. Con un promedio de ocupantes por vivienda 3.2 personas. Predominan las viviendas con tabique y block. En el municipio para el año 2020, el servicio de energía eléctrica abarca una cobertura del 98.4 %; el servicio de agua entubada un 42.5 %; el servicio de drenaje cubre un 93.8 %; y el servicio sanitario un 97.8 %.

### Localidades
Para el año 2020, de acuerdo al Catálogo de Localidades, el municipio cuenta con 32 localidades.
| Código INEGI | Localidad                | Población (2020) | Porcentaje (%) | Ámbito Población | Categoría Población |
| ------------ | ------------------------ | ---------------- | -------------- | ---------------- | ------------------- |
| 130790001    | Xochicoatlán             | 1301             | 18.55          | Urbana           | Cabecera municipal  |
| 130790020    | Texcaco                  | 1073             | 15.30          | Rural            | Comunidad           |
| 130790017    | Nonoalco                 | 1047             | 14.93          | Rural            | Comunidad           |
| 130790023    | Tuzancoac                | 594              | 8.47           | Rural            | Comunidad           |
| 130790021    | Tlaxcoya                 | 418              | 5.96           | Rural            | Ranchería           |
| 130790018    | Papaxtla                 | 283              | 4.03           | Rural            | Ranchería           |
| 130790011    | Jalamelco                | 269              | 3.83           | Rural            | Ranchería           |
| 130790022    | Tototla                  | 216              | 3.08           | Rural            | Ranchería           |
| 130790019    | Tenango                  | 197              | 2.81           | Rural            | Ranchería           |
| 130790014    | Michumitla               | 188              | 2.68           | Rural            | Ranchería           |
| 130790003    | Acomulco                 | 168              | 2.39           | Rural            | Ranchería           |
| 130790012    | Mazahuacán               | 166              | 2.37           | Rural            | Ranchería           |
| 130790006    | Coatencalco              | 151              | 2.15           | Rural            | Ranchería           |
| 130790002    | Acatepec                 | 137              | 1.95           | Rural            | Ranchería           |
| 130790007    | Culhuacán                | 108              | 1.54           | Rural            | Ranchería           |
| 130790013    | Mecapala                 | 102              | 1.45           | Rural            | Ranchería           |
| 130790005    | Coatlamayan              | 94               | 1.34           | Rural            | Ranchería           |
| 130790024    | Zapocoatlán              | 81               | 1.15           | Rural            | Ranchería           |
| 130790026    | Otonapa                  | 79               | 1.13           | Rural            | Ranchería           |
| 130790027    | Quimixtla                | 60               | 0.86           | Rural            | Ranchería           |
| 130790004    | Coatitlamixtla           | 55               | 0.78           | Rural            | Ranchería           |
| 130790015    | Mixtla                   | 44               | 0.63           | Rural            | Ranchería           |
| 130790016    | Molangotzi               | 43               | 0.61           | Rural            | Ranchería           |
| 130790009    | Epopulco                 | 32               | 0.46           | Rural            | Ranchería           |
| 130790033    | Las Pilas (Agua Bendita) | 30               | 0.43           | Rural            | Ranchería           |
| 130790035    | Temoaya (Los Pocitos)    | 24               | 0.34           | Rural            | Ranchería           |
| 130790008    | Chinameca                | 23               | 0.33           | Rural            | Ranchería           |
| 130790010    | Huitzintla               | 11               | 0.16           | Rural            | Ranchería           |
| 130790030    | Coatempa                 | 8                | 0.11           | Rural            | Ranchería           |
| 130790029    | Barrio Nuevo             | 7                | 0.10           | Rural            | Ranchería           |
| 130790025    | Tenextitla               | 5                | 0.07           | Rural            | Ranchería           |
| 130790036    | Zoteco                   | 1                | 0.01           | Rural            | Ranchería           |

## Política
Se erigió como municipio el 15 de febrero de 1826. El Honorable Ayuntamiento está compuesto por: un presidente municipal, un síndico, ocho regidores y 34 delegados municipales. De acuerdo al Instituto Nacional electoral (INE) el municipio está integrado por 9 secciones electorales, de la 1576 a la 1584. Para la elección de diputados federales a la Cámara de Diputados de México y diputados locales al Congreso de Hidalgo, se encuentra integrado al I Distrito Electoral Federal de Hidalgo y al II Distrito Electoral Local de Hidalgo. A nivel estatal administrativo pertenece a la Macrorregión IV y a la Microrregión III, además de a la Región Operativa XII Molango.

### Cronología de presidentes municipales
| Periodo                  | Nombre                     | Afiliación política        |
| ------------------------ | -------------------------- | -------------------------- |
| 1961-1964                | Santiago Beltrán Pérez     | -                          |
| 1964-1967                | Manuel Juárez Hernández    | -                          |
| 1967-1970                | Javier Camargo Lara        | -                          |
| 1970-1973                | José Villegas de Ita       | -                          |
| 1973-1976                | Pablo Beltrán Pérez        | -                          |
| 1976-1979                | Edmundo López Lara         | -                          |
| 1979-1982                | Liborio Pérez Pérez        | -                          |
| 1982-1985                | Crisógono Ramírez Cerecedo | -                          |
| 1985-1988                | José E. Cuevas de Ita      | -                          |
| 1988-1991                | Tomás Soní Juárez          | -                          |
| 1991-1994                | Ricardo Juárez Salas       | -                          |
| 16/01/1994 al 15/01/1997 | Tomas Juárez Cisneros      | PRI                        |
| 16/01/1997 al 15/01/2000 | Reynaldo Pérez Soní        | PRI                        |
| 16/01/2000 al 15/01/2003 | Ángel Baltazar Pérez       | PRI                        |
| 16/01/2003 al 15/01/2006 | Moisés Pérez Sierra        | PRI                        |
| 16/01/2006 al 15/01/2009 | Baltazar Torres Villegas   | PVEM                       |
| 16/01/2009 al 15/01/2012 | Ángel Baltazar Pérez Pérez | PRI                        |
| 16/01/2012 al 01/05/2012 | David Cuevas Covarrubias   | Concejo Municipal Interino |
| 02/05/2012 al 04/09/2016 | Baltazar Soní Guillermo    | PT                         |
| 05/09/2016 al 04/09/2020 | Nabor Pérez Juárez         | PT                         |
| 05/09/2020 al 14/12/2020 | Guillermo Vite Refugio     | Concejo Municipal Interino |
| 15/12/2020 al 04/09/2024 | Elda Ramírez Maya          | PT                         |
| 05/09/2024 al 04/09/2027 | Erik José Ramírez Montaño  | PT                         |

## Economía
En 2015 el municipio presenta un IDH de 0.684 Medio, por lo que ocupa el lugar 53.º a nivel estatal; y en 2005 presentó un PIB de $315,651,036.00 pesos mexicanos, y un PIB per cápita de $45,391.00 (precios corrientes de 2005).
De acuerdo con el Consejo Nacional de Evaluación de la Política de Desarrollo Social (Coneval), el municipio registra un Índice de Marginación Medio. El 39.4% de la población se encuentra en pobreza moderada y 37.7% se encuentra en pobreza extrema. En 2015, el municipio ocupó el lugar 58 de 84 municipios en la escala estatal de rezago social.
A datos de 2015, en materia de agricultura se cultivan el maíz, el frijol, café, naranja y caña piloncillo. En ganadería se cría ganado bovino de leche y carne, ovino, porcino y caprino aves de postura y engorda, así como pavos, teniendo también producción de miel y cera de abeja.
Para 2015 se cuenta con 49 unidades económicas, que generaban empleos para 98 personas. En lo que respecta al comercio, se cuenta con un tianguis, nueve tiendas Diconsa y dos lecheras Liconsa. De acuerdo con cifras al año 2015 presentadas en los censos económicos del INEGI, la Población Económicamente Activa (PEA) del municipio asciende a 2094 personas de las cuales 1977 se encuentran ocupadas y 117 se encuentran desocupadas. El 42.19%, pertenece al sector primario, el 22.71% pertenece al sector secundario, el 34.45% pertenece al sector terciario y el 0.65% no especificaron.